# Carne a la tampiqueña

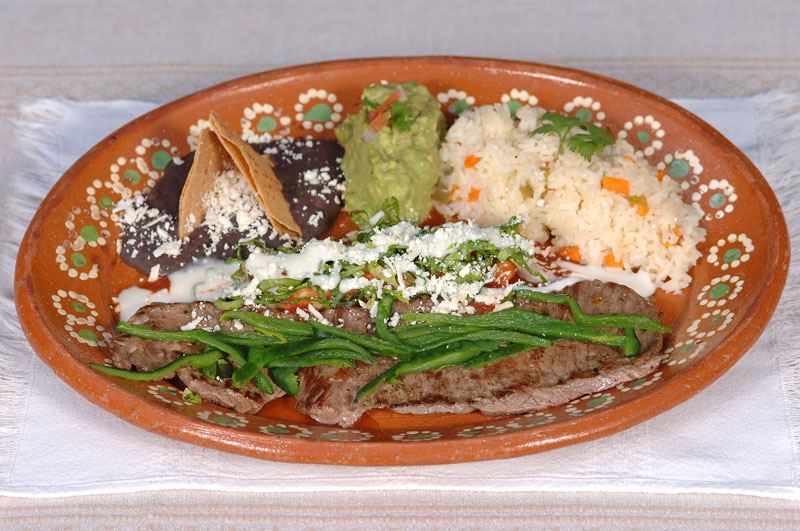
La Mundialmente afamada Carne a la Tampiqueña.

La carne a la tampiqueña es uno de los platillos con carne más populares en México.

## Origen
Fue creado en 1939 por el restaurantero José Inés Loredo y su hermano, el chef Fidel, ambos originarios de San Luis Potosí en la Ciudad de México en su restaurante "Tampico Club" llamado así en honor a los muchos años que ambos hermanos vivieron en el puerto de Tampico, Tamaulipas.
La carne asada a la Tampiqueña hoy en día es servida en restaurantes mexicanos en todo el mundo. José Inés llegó a Tampico en 1915 donde comenzó su carrera en el área gastronómica. Trabajando para restaurantes como el Hotel Imperial y el Café Victoria hasta llegar a trabajar en uno de los mejores restaurantes del país, Bristol. La demanda gastronómica creció en Tampico por el “boom” petrolero que volvió al puerto un lugar de riqueza durante estos años. José Inés fue ascendiendo en su carrera hasta llegar a ser Corregidor del Municipio, después Jefe de Policía y finalmente Presidente Municipal.
En 1939, José Inés y su hermano Fidel se mudaron a la Ciudad de México para abrir su restaurante, ubicado en Avenida Juárez y Balderas, que llamaron “Tampico Club” en honor a los años que vivieron en el puerto. Al principio el platillo fue llamado “Almuerzo Huasteco” ya que era sugerido consumir en las mañanas. Parte de su éxito se debió a que el restaurante funcionaba 24 horas y era el preferido tanto para desvelados como para gente madrugando y poco a poco se hizo uno de los favoritos. Fue tanto su éxito que la gente empezó a pedirlo como platillo fuerte durante la hora de la comida más que como desayuno y por eso se le cambió el nombre de almuerzo a “Carne Asada a la Tampiqueña”. A éste, se le agregó una porción de rajas poblanas para hacerlo una comida más completa. El restaurante se hizo tan popular que comenzaron a recibir clientes de todo tipo de puesto político, y al tener una demanda de mayor lujo, se cambió la cecina (que consideraban muy dura) a un corte de filete. Cada ingrediente del platillo representa algún aspecto de la región.  En 1971 recibió otro cambio por el ahora Chef Fidel Loredo en el restaurante Loredo Tampico, ubicado en la calle Eucalipto sobre la Avenida Hidalgo, donde se cambiaron los frijoles de olla por frijoles refritos con totopos a sugerencia de comensales. Esto hizo que todo el platillo cupiera en un mismo plato. Por último en 1985 se le hizo su última modificación de parte del hijo de Fidel, Luis Fernando Loredo, donde le añadió una tabla de cedro que se diseñó específicamente para servir el platillo. Desde entonces el platillo no ha recibido gran modificación, pero es tan conocido que el platillo regional ha dado la vuelta por gran parte del mundo.

## Significado
A cada ingrediente le dieron un significado. El platón ovalado representa a la zona huasteca; la tira de carne asada, lo largo del Río Pánuco; las enchiladas verdes, el campo huasteco; el queso blanco, la pureza de la gente que habita en la región Huasteca; el guacamole, los frutos de la región; los frijoles negros, la fertilidad de la tierra y el auge petrolero de la zona.